# Kanton Dole-1
Der Kanton Dole-1 ist ein französischer Wahlkreis im Département Jura in der Region Bourgogne-Franche-Comté. Er umfasst einen Teilbereich der Stadt Dole und vier weitere Gemeinden im Arrondissement Dole. Bei der landesweiten Neuordnung der französischen Kantone wurde er 2015 neu geschaffen mit Dole als Hauptort (frz.: bureau centralisateur).

## Gemeinden
Der Kanton besteht aus fünf Gemeinden und Gemeindeteilen mit insgesamt 18.977 Einwohnern (Stand: 1. Januar 2022) auf einer Gesamtfläche von 63,70 km²:
| Gemeinde      | Einwohner 1. Januar 2022 | Fläche km² | Dichte Einw./km² | Code INSEE | Postleitzahl |
| ------------- | ------------------------ | ---------- | ---------------- | ---------- | ------------ |
| Champvans     | 1.460                    | 14,22      | 103              | 39101      | 39100        |
| Dole          | 13.727                   | 32,14      | 427              | 39198      | 39100        |
| Foucherans    | 2.286                    | 7,70       | 297              | 39233      | 39100        |
| Monnières     | 390                      | 2,06       | 189              | 39345      | 39100        |
| Sampans       | 1.114                    | 7,58       | 147              | 39501      | 39100        |
| Kanton Dole-1 | 18.977                   | 63,70      | 298              | 3905       | –            |

1. ↑   Nur der östliche Teil der Gemeinde, der Rest gehört zum Kanton Dole-2.

## Politik
| Vertreter im Departementrat | Vertreter im Departementrat            | Vertreter im Departementrat |
| Amtszeit                    | Namen                                  | Partei                      |
| --------------------------- | -------------------------------------- | --------------------------- |
| 2015–2021                   | Jean-Baptiste Gagnoux Christine Riotte | DVD UDI                     |
| 2021–                       | Jean-Baptiste Gagnoux Christine Riotte | DVD UDI                     |